# 黃國材 (清朝)
黃國材（？—1731年），漢軍正白旗人，清朝政治人物。

## 生平
黃國材為監生出身，康熙十八年（1679年）任內閣中書。二十二年（1683年）任都察院都事。三十六年（1697年）升任湖廣漢陽府知府。四十年（1701年）改廣東雷瓊道。四十三年（1704年）任廣東按察使司按察使。四十八年（1709年）轉廣西布政使司布政使。 五十一年（1712年）任廣西布政使。五十六年（1717年）改任貴州巡撫。六十一年（1722年）升任鴻臚寺卿，督理子牙河務。同年以都察院右僉都御史銜，升任福建巡撫。雍正四年(1726年)任正藍旗漢軍都統、兵部侍郎協理、正黃旗漢軍都統。五年(1727年）閏三月任兵部尚書、以正黃旗漢軍都統署，兼署刑部尚書，七月任工部尚書。九年（1731年）冬卒于家。黃國材有長子黃焜、次子黃炳、子黃焵等。

## 家族
祖黃廷柏曾任山西汾州知府，因姜瓖攻打汾州城陷身死，贈太僕寺卿。